# Полёт (футбольный клуб, Бишкек)
«Полёт» — ныне не существующий киргизский футбольный клуб из Бишкека. Двукратный бронзовый призёр чемпионата Кыргызстана.

## История
Основан под названием «СК Свердловского РОВД» не позднее 1996 года, когда стартовал в розыгрыше Кубка Кыргызстана. В 1997 году занял 2-е место в Северной зоне Первой лиги Кыргызстана.
В 1998 году был включён в число участников Высшей лиги, где на предварительном этапе смог пробиться в группу лидеров, а в финальном турнире занял 5-е место.
В 1999 году переименован в «Полёт». В том же сезоне впервые завоевал бронзовые награды, поделив 3-е место с клубом «Жаштык-Ак-Алтын». В Кубке Кыргызстана лучшим результатом стал выход в 1/4 финала (в 1997 и 1999 годах).
В 2000 году во второй раз подряд стал бронзовым призёром, однако по окончании сезона клуб прекратил участвовать в Высшей лиге.
О существовании команды в 2001-2002 годах сведений нет (в сезоне-2001 «Полёт» заявился в Кубок, но в итоге отказался от участия). В 2003 году «Полёт» объединился с бишкекским «Динамо», и команда под названием «Динамо-Полёт» провела 1 сезон в Высшей лиге, но затем была расформирована.

## Названия
- 1996-1998 — «СК Свердловского РОВД» (в 2000 и 2001 годах клуб с таким же названием выступал в Кубке Кыргызстана).
- 1999-2001 — «Полёт».

## Таблица выступлений
| Год  | Лига                  | Место   | И  | В  | Н | П | Мячи  | Бомбардир            | Кубок |
| ---- | --------------------- | ------- | -- | -- | - | - | ----- | -------------------- | ----- |
| 1997 | Первая (зона «Север») | 2 из 14 | 26 | 21 | 2 | 3 | 75-6  | ?                    | 1/4   |
| 1998 | Высшая (зона «Север») | 4 из 8  | 14 | 7  | 2 | 5 | 19-17 | Олег Камышев — 10    | 1/8   |
| 1998 | Высшая (Финал)        | 5 из 8  | 14 | 4  | 5 | 5 | 11-16 | Олег Камышев — 10    | 1/8   |
| 1999 | Высшая                | 3 из 12 | 22 | 14 | 5 | 3 | 50-18 | Марс Жолдошев — 8    | 1/4   |
| 2000 | Высшая                | 3 из 12 | 22 | 16 | 0 | 6 | 53-23 | Фархат Хаитбаев — 15 | 1/16  |

## Известные игроки
- Виктор Алексеев
- Рафик Амиров
- Бакыт Бекбердинов
- Александр Грибцов
- Тимур Кадыров
- Таштанбек Кайназаров
- Олег Камышев
- Сергей Лисичкин
- Виталий Мерзляков
- Сергей Миненко
- Виталий Пироженко
- Антон Руденко
- Канат Сейталиев
- Фархат Хаитбаев
- Михаил Шеренков
- Артём Щербина

## Тренеры
- Муханбет Айтбаев (~1997—2000)